# Greg Upchurch
Greg Upchurch, född 1 december 1971 i Houma, Louisiana, är en amerikansk trummis och sedan 2005 medlem i det amerikanska rockbandet 3 Doors Down. Innan dess medverkade han mellan 2000 och 2005 i bandet Puddle of Mudd. Han har även spelat med Eleven och Chris Cornell.

## Fotnoter
1. ↑  Freebase Data Dumps, Google.[källa från Wikidata]